# Sic (okręg Kluż)
Sic (węg. Szék) – wieś w Rumunii, w okręgu Kluż, w gminie Sâncraiu. W 2011 roku liczyła 2459 mieszkańców.